# Wasserkraftwerke im Ultental
Die Wasserkraftwerke im Ultental sind eine Reihe von Speicherkraftwerken in Südtirol (Italien), welche die Wasserkraft der Falschauer und ihrer Nebenflüsse und -bäche zur Gewinnung von Energie nützen. Zu diesem Zweck wurden im Ultental sechs Stauseen errichtet.

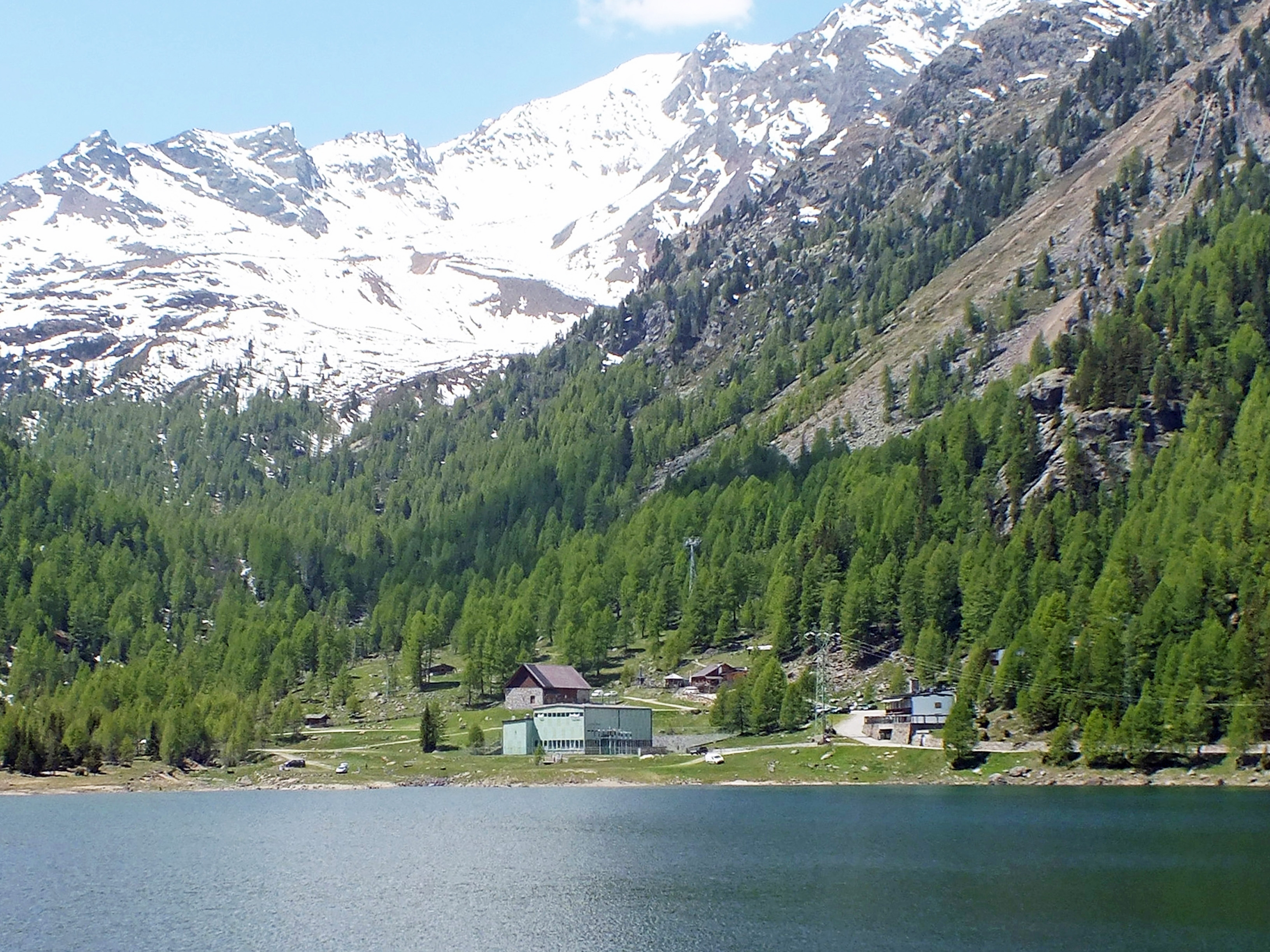
Kraftwerk Weißbrunn am Ufer des Weißbrunnsees (grüner Bau), rechts oben die Druckleitung vom Grünsee

## Die Kraftwerkskette
Die Falschauer ist der Hauptfluss des Ultentals in Südtirol. Dieses erstreckt sich in südwest-nordöstlicher Richtung vom Nationalpark Stilfserjoch bis zum Tal der Etsch, in welche die Falschauer bei Lana mündet. Bei einer Länge von 40 Kilometern überbrückt es einen Höhenunterschied von über 2000 m und überdeckt ein Gewässereinzugsgebiet von 301 km². Mehrere Stauseen dienen der kontinuierlichen Versorgung der fünf Kraftwerke des Tals mit Wasser. Diese sind, bergseits beginnend, das Kraftwerk Weißbrunn, das Kraftwerk Kuppelwieser Alm, das Kraftwerk St. Walburg, das Kraftwerk St. Pankraz und das Kraftwerk Lana.
Um den Energieinhalt des Wassers zu erhöhen, sind die Kraftwerke jeweils mehrere Hundert Meter tiefer angelegt als die versorgenden Stauseen und erhalten das Wasser durch Druckstollen oder Druckleitungen. Sie entlassen das Ablaufwasser in den nächsten Stausee, an dessen Ufer sie zumeist liegen. Manche der Kraftwerke besitzen auch Hochleistungspumpen, mit denen sie in verbrauchsschwacher Zeit (nachts) durch die Druckleitung Wasser zurück in den Speichersee pumpen können (Pumpspeicherbetrieb).
Die installierte Gesamtleistung aller Kraftwerke zusammen beträgt 250 MW. Betreiber ist die Alperia Greenpower GmbH, eine Tochtergesellschaft der Alperia AG.

## Geschichte
Bereits in den 1930er Jahren gab es Pläne zur Nutzung der Wasserkraft im Ultental. Aber erst nach dem Zweiten Weltkrieg, als die Industrialisierung in Italien ihren Aufschwung nahm, kam es zur Errichtung der Ultner Wasserkraftwerke. Diese startete mit dem Baubeginn des Kraftwerks Lana und zog sich über zwei Jahrzehnte das Tal hinauf. Die Bauphase endete 1968 mit der Inbetriebnahme des Kraftwerks Kuppelwieser Alm. In dieser Zeit wurden sechs Stauseen und fünf Wasserkraftwerke errichtet sowie etwa 30 km Druckstollen angelegt.
Die Bauarbeiten bereiteten den Bewohnern des bis dahin agrarisch ausgerichteten Ultentals erhebliche Probleme. Die Bewohner fühlten sich der italienischen Zentralregierung schutzlos ausgeliefert bei den ohnehin zu dieser Zeit bestehenden Differenzen zwischen Südtirol und dem italienischen Staat. Durch die Errichtung der Talsperren verloren zahlreiche Bauern im Talgrund Hof und Land. Die Lärm- und Schmutzbelastungen im Tal waren beträchtlich. Tausende Arbeiter aus den südlichen Provinzen Italiens kamen in das deutschsprachige Ultental. Andererseits entstanden neue Bedingungen für das Gast- und Dienstleistungsgewerbe sowie die Infrastruktur.
Anfänglicher Bauherr und Betreiber der Anlagen war das Unternehmen STE. Im Zuge der Verstaatlichung der Energieerzeugung gingen die Anlagen Anfang der 1960er Jahre an den 1962 gegründeten staatlichen Konzern Enel S.p.A. über. 2010 wurden die Kraftwerke des Ultentals von der SE Hydropower GmbH übernommen. Anteilseigner dieser Gesellschaft ist mit 60 % die Südtiroler Elektrizitätsgesellschaft SEL AG, 40 % verblieben bei der Enel. Im Jahr 2015 kam es zu einer Neuausrichtung in Südtirols Energiebereich. Nach der Gründung der Firma Alperia ging ein Großteil der Südtiroler Wasserkraftanlagen an die Alperia Greenpower über, unter ihnen auch die gesamten Wasserkraftanlagen im Ultental.

## Die Kraftwerke

### Kraftwerk Weißbrunn

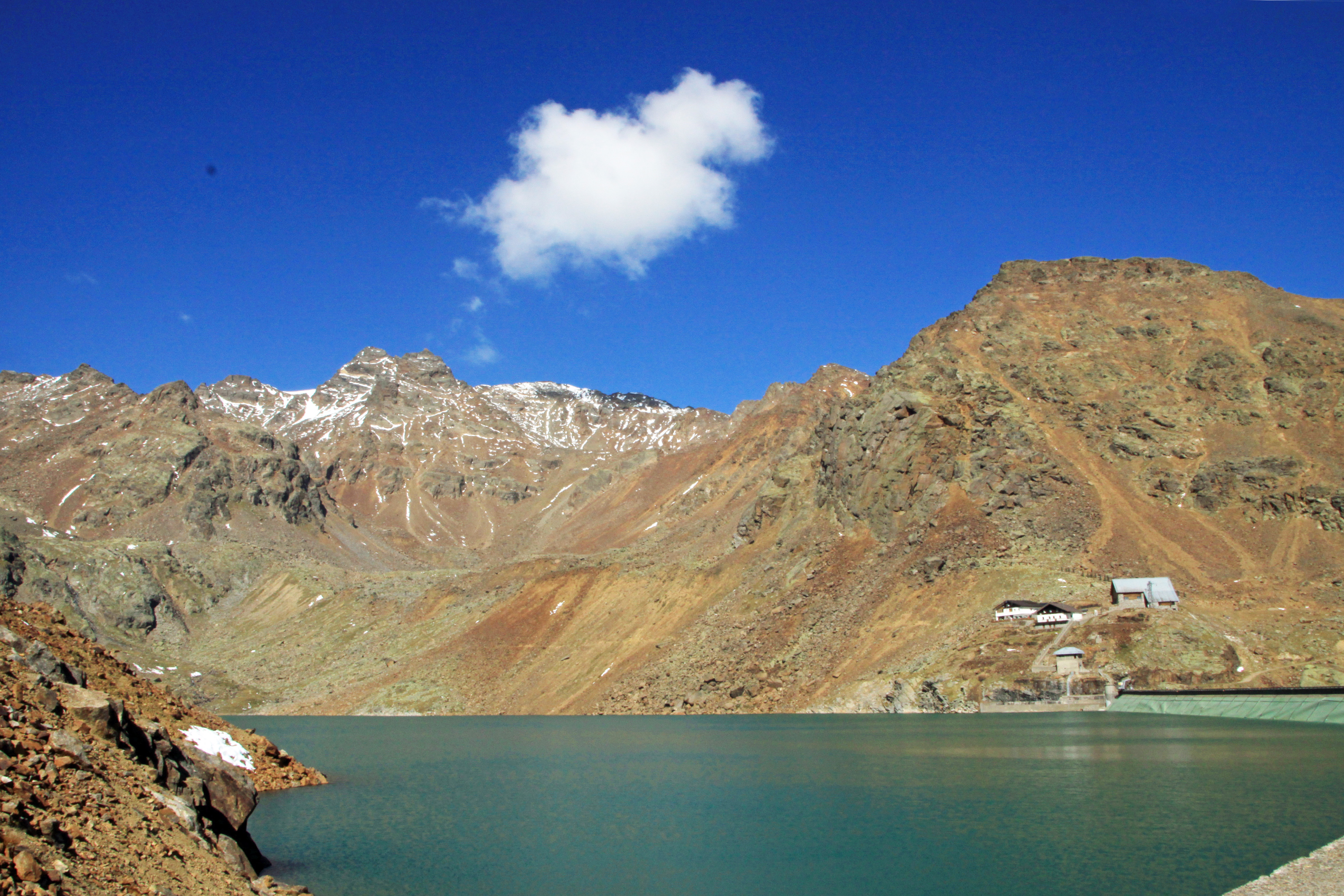
Grünsee, Wasserlieferant für das Kraftwerk Weißbrunn

Das Pumpspeicherkraftwerk Weißbrunn ist das höchstgelegene in der Hauptkette der Wasserkraftwerke des Ultentals. Es wurde 1963 in Betrieb genommen und liegt in der Nähe des südlichen Ufers des Weißbrunnsees entgegengesetzt zu dessen Staumauer. Sein Wasser bezieht es über eine Druckleitung vom 641 m höher gelegenen Grünsee. Die Turbine des Kraftwerks ist eine Pelton-Turbine mit horizontaler Achse. Die installierte Leitung beträgt 10,2 MW. Nach dem Durchlauf durch die Turbine wird das Wasser an den Weißbrunnsee abgegeben. (Die Beschreibung der Sperrwerke der Stauseen siehe in den Artikeln über die Stauseen.)
Die Anlage besitzt eine Pumpe, mit der in verbrauchsschwacher Zeit im Pumpspeicherbetrieb 1,4 m³/s Wasser zum Grünsee hinaufgepumpt werden können. Dieses Wasser wird dem kleinen, nur knapp 200 m über dem Weißbrunnsee gelegenen Fischersee entnommen. (Lage des Kraftwerks Weißbrunn)

### Kraftwerk Kuppelwieser Alm

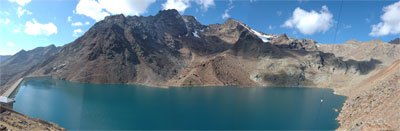
Arzkarsee, Wasser für das Kraftwerk Kuppelwieser Alm

Das 1968 in Betrieb genommene Pumpspeicherkraftwerk bezieht sein Wasser aus dem 358 m höher gelegenen Arzkar-Stausee. Es wird über einen Druckstollen dem Kraftwerk zugeleitet. Das Kraftwerk wurde in einer Kaverne im Berg errichtet und ist über einen 310 m langen Stollen zu erreichen. Die Anlage kann eine Wassermenge von 13 m³/s verarbeiten. Die Francis-Turbine mit horizontaler Achse besitzt eine installierte Leistung von 42 MW. Die elektrische Energie wird über ein Ölkabel ans Tageslicht geführt. Das Abwasser fließt durch einen Stollen bis zu einem Wasserschloss, wo es sich mit dem Wasser aus dem Weißbrunnsee vereinigt und von dort über eine Druckleitung zum Kraftwerk St. Walburg gelangt.
Die Anlage verfügt über eine Hochleistungspumpe, die aus dem Weißbrunnsee am Wasserschloss ankommendes Wasser im Pumpspeicherbetrieb in den Arzkar-Stausee hinaufbefördern kann. Ihre Förderleistung beträgt bis zu 8,5 m³/s. (Lage Kraftwerk Kuppelwieser Alm)

### Kraftwerk St. Walburg

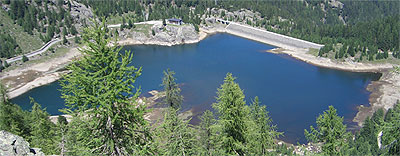
Der Weißbrunnsee liefert einen Teil des Wassers für das Kraftwerk St. Walburg

Das Kraftwerk St. Walburg liegt am Ende des Zoggler-Stausees. Es bezieht sein Betriebswasser aus dem Weißbrunnsee und dem Ablaufwasser des Kraftwerks Kuppelwieser Alm. Der Stollen vom Weißbrunnsee bis zur Vereinigung mit dem Ablaufwasser am Wasserschloss nimmt in seiner Länge von etwa 10 km und ohne wesentliches Gefälle noch in vier Wasserfassungen Wasser aus Nebenflüssen der Falschauer auf. Dann führt eine Druckleitung vom Wasserschloss über 729 m Fallhöhe zum Kraftwerk. Hier trifft das Wasser auf zwei Pelton-Turbinen mit horizontaler Achse und einer installierten Leistung von 44 MW. Das Ablaufwasser entlässt das Kraftwerk in den Zoggler-Stausee. Das Werk wurde in seiner ersten Ausbaustufe 1959 in Betrieb genommen. (Lage des Kraftwerks St. Walburg)

### Kraftwerk St. Pankraz

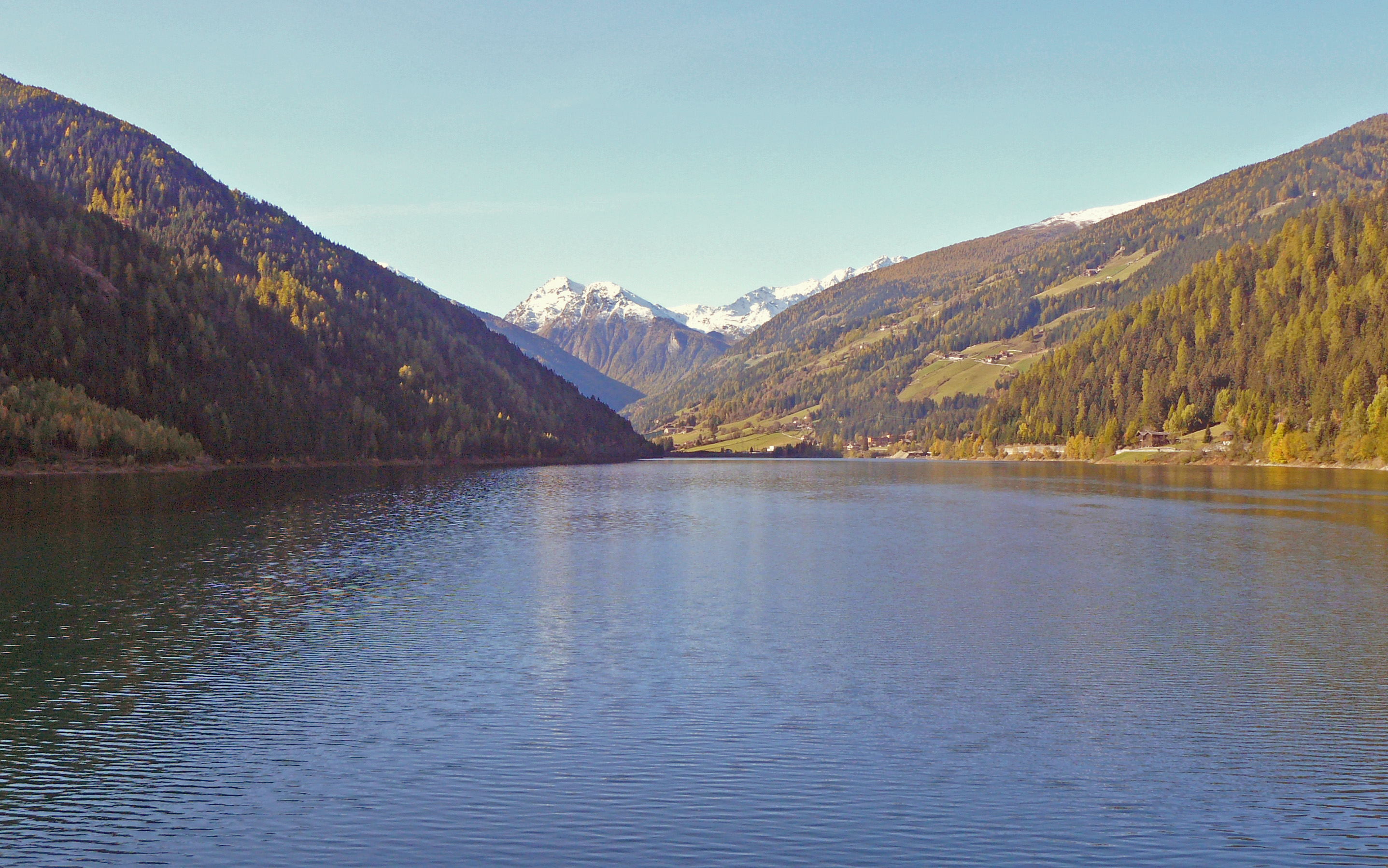
Der Zoggler-Stausee speist das Kraftwerk St. Pankraz
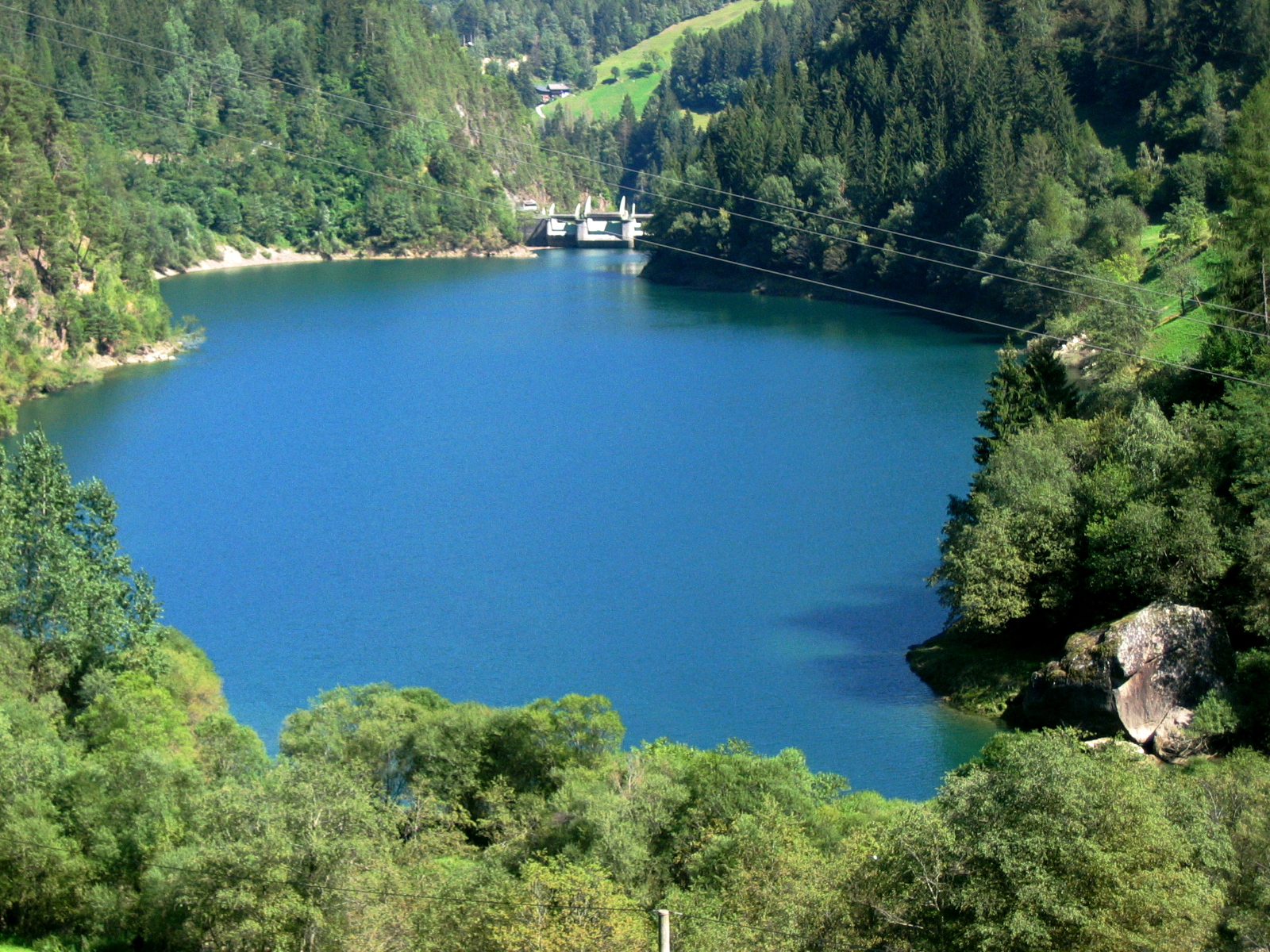
… und der Pankrazer Stausee das Kraftwerk Lana

Das am Ende des Pankrazer Stausees gelegene Kraftwerk St. Pankraz ging 1957 in Betrieb. Seine Francis-Turbine mit vertikaler Achse erhält ihr Betriebswasser durch einen Druckstollen mit anschließender Druckleitung aus dem Zoggler-Stausee. Die Wassertransporteinrichtung hat eine Länge von 5,6 km und einen Durchmesser von 2,5 m. Die Fallhöhe des Wassers beträgt dabei 318 m. Das Ablaufwasser geht in den Pankrazer Stausee. (Lage des Kraftwerks St. Pankraz)

### Kraftwerk Lana
Das Kraftwerk Lana mit der Erstinbetriebnahme 1953 ist das älteste der Ultner Kraftwerke. Es befindet sich in einer Kaverne. Seine drei Doppel-Pelton-Turbinen mit 120 MW installierter Leistung liefern nahezu ebenso viel Energie wie die andern vier Kraftwerke zusammen. Sie werden über einen 6,8 km langen Druckstollen und am Ende eine 2,5 m dicke Druckrohrleitung bei 478 m Fallhöhe mit 25 m³/s Wasser aus dem Pankrazer Stausee versorgt. (Lage des Kraftwerks Lana)
Die Weiterleitung der im Ultental gewonnen elektrischen Energie erfolgt über das Umspannwerk Lana. (Lage des Umspannwerks Lana)